# روزشمار جنگ افغانستان (۲۰۰۱–۲۰۲۱)

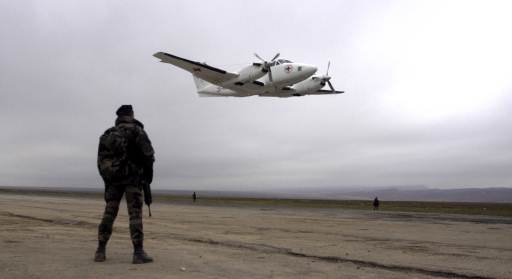
سرباز نیروهای ایالات متحده آمریکا در فرودگاه مزار شریف که اندکی پس از فتح مزار شریف، بازسازی اولیه شده و به کار گرفته شد.

جرقهٔ حمله ایالات متحده آمریکا به افغانستان، پس از حادثه تروریستی ۱۱ سپتامبر و ممانعت طالبان از تحویل دادن بن لادن، رهبر القاعده، متهم به طراحی و اجرای حادثه تروریستی ۱۱سپتامبر، زده شد. این حمله، به عنوان اولین اقدام نظامی گسترده آمریکا در زمان ریاست جمهوری، جورج بوش، رخ داد و مقدمات حمله به عراق توسط آمریکا را نیز فراهم کرد.

## ۲۰۰۱
۷ اوتساعت ۹:۰۰ شب به وقت محلی، ایالات متحده، با همکاری بریتانیا حمله به افغانستان را با حملات هوایی در مقابل طالبان آغاز نمودند. طالبان، القاعده و تمامی کمپ‌های آن‌ها اهداف هوایی نیروهای ایالات متحده و بریتانیا بودند. کابل، قندهار و هرات مورد حمله قرار گرفتند.
۹ اوتموشکی از سوی طالبان از چندین کیلومتر دورتر به سوی مرکز سازمان ملل در کابل شلیک شد که باعث کشته شدن ۴ عضو و و زخمی شدن ۴ عضو دیگر این سازمان شد.
۲۳ اوتعبدالحق فرمانده پشتون مجاهدین، به دست طالبان دستگیر و اعدام شد.
۶ نوامبرزری، کِشِنده و آک‌کوپروک به دست نیروهای اتحاد شمال (مجاهدین) افتاد.
۸ نوامبرپاکستان به عنوان تنها دولتی که هنوز روابط سیاسی خویش را با طالبان حفظ کرده بود، از افغانستان خواست که کنسولگری خویش را در شهر کراچی بسته کنند.
۹ نوامبرجنگ مزار شریف آغاز شد.
۱۱ نوامبرخبرنگاران پیره بیلاود، جوهان سوتون و ولکر هندلویک به دام طالبان افتاده و بعد از مدتی کشته شدند.
۱۲ نوامبرنیروهای طالبان شهر کابل را به‌طور کامل رها کردند.
۱۴ نوامبرمجاهدین کابل را در اختیار گرفتند.
۱۶ نوامبرمحمد آطف، فرمانده نظامی ارشد القاعده کشته شد.
۱۹ نوامبرچهار خبرنگار خارجی با نام‌های هری بورتون، ماریا گرازیا، عزیزالله حیدری و جولیو فینتس به دام طالبان افتاده و کشته شدند.
۲۵ نوامبرمجاهدین کنترل شهر کندز، آخرین مرکز طالبان را به عهده گرفتند اما هواپیماهای پاکستانی چندین هزار نیروهای طالبان و القاعده را نجات داده و از کشور بیرون کردند. بعد از آن طالبان کنترل حدود ۲۵٪ کشور را در دست داشتند که زیادتر در شهر قندهار و ولایت‌های جنوبی بود.
نیروهای تفنگداران دریایی ایالات متحده، با قدرت رسمی بر روی کمپ راینو در جنوب قندهار فرود آمدند و شروع به ساختن آن برای هواپیماها با بال ثابت کردند. شاهراه بین قندهار و پاکستان به نظارت ۲۴ ساعته نیروهای ارتش آمریکا درآمد.
جنگ «قلای‌جنگی» آغاز شد. نیروهای متعلق به اسامه بن لادن، اسلحه‌های خود را از زندانی نزدیک مزار شریف قاچاق آورده بودند که در نهایت دستگیر شدند. نیروهای ایالات متحده، درخواست کمک هوایی کردند، صدها زندانی به همراه بیش از ۴۰ نفر از مجاهدین و یکی از نیروهای ویژه سازمان اطلاعاتی آمریکا با نام جانی مایکل اسپن کشته شدند. اسپن اولین نظامی کشته در افغانستان بود. آمریکایی جوانی با نام جان واکر لیند در بین شورشیان دستگیر شده پیدا شد که برای محاکمه در جرم تروریست به کشور آمریکا انتقال یافت.
۱ دسامبرجنگ تورابورا در مقابل طالبان و القاعده آغاز شد. اسامه بن لادن رئیس و مؤسس سازمان تروریستی القاعده در طی شروع این جنگ از افغانستان متواری شد.
۱ دسامبرکشتار دشت لیلی به وقوع پیوست. صدها نفر از طالبان در بمباران کشته شدند و در داخل کانتینرهای فلزی انداخته شده و منتقل شدند.
۱ دسامبرکنفرانس بن تشکیل شد که سیستم دولتی افغانستان بعد از جنگ را از طالبان رسماً گرفته و به دست نیروهای حافظ صلح بین‌المللی واگذار کرد.
۶ دسامبرقندهار سقوط کرد.
۲۱ دسامبردولت موقتی افغانستان قسم یاد کرده و وارد عرصه شدند.

## ۲۰۰۲
۴ ژانویهاولین سرباز ایالات متحده در اثر انفجارات دشمن کشته شد.
۱۴ فوریهعبدالرحمن وزیر توریستی و هوانوردی افغانستان توسط زائرین خشمگین حج به قتل رسید.
۱ مارسعملیات آناکودا در مقابل القاعده آغاز شد.
۱۷ آوریلپادشاه تبعید شده ۸۷ ساله افغانستان محمد ظاهرشاه بازگشت.
۱۸ آوریلحادثه مزرعه تارنک باعث کشته شدن ۴ سرباز کانادایی از ضربه دوستانه شد.
۱۱ ژوئنپادشاه ظاهرشاه اولین جرگه (مجلس مشورتی) همراه با طالبان را برقرار کرد.
۱ ژوئیهدر ولایت اروزگان، هواپیمای ای‌سی ۱۳۰ آمریکایی مهمانی عروسی را مورد هدف قرارداده و باعث کشته شدن ۴۸ و زخمی شدن ۱۱۷ شد. ایالات متحده ادعا کرد که اول هواپیمای آن‌ها از سوی نیروهای ضدهوایی مورد حمله قرار گرفته بود و آن‌ها حمله متقابل انجام دادند.
۶ ژوئیهنائب رئیس‌جمهور عبدالقدیر (رهبر افغان) کشته شد.
۵ سپتامبربمبگذاری ۲۰۰۲ کابل باعث کشته شدن ۳۰ غیرنظامی و ۱۶۷ غیرنظامی دیگر شد. این بمبگذاری در داخل یک موتر (ماشین) حاوی بمب اتفاق افتاد که در مقابل وزارت اطلاعات و فرهنگ در اطراف بعدازظهر انجام شد. هیچ‌کس مسؤلیت این حمله را به عهده نگرفت اما مقامات این حمله را به طالبان و القاعده نسبت دادند. عده‌ای نیز این حمله را به گلبدین حکمتیار نخست‌وزیر پیشین افغانستان نسبت دادند.
حمله کنندگانی به سوی حامد کرزی سوءقصد کردند.

## ۲۰۰۳
۱۱ اوتناتو به صورت رسمی وظیفه محافظت از افغانستان را به عهده گرفت.
۱۴ دسامبرلویه جرگه ۲۰۰۳ تشکیل شد تا قانون اساسی افغانستان را رسیدگی کنند.

## ۲۰۰۴
۴ ژانویهقانون اساسی توسط لویه جرگه تصویب شد.
۲۶ ژانویهقانون اساسی توسط رئیس‌جمهور حامد کرزی تصویب شد.
۹ اوتانتخابات ریاست جمهوری ۲۰۰۴ افغانستان برگزار شد که اولین انتخابات مستقیم افغانستان بود. حامد کرزی با ۵۵٫۴٪ آراء پیروز شد.

## ۲۰۰۵
۲۸ ژوئنعملیات بال سرخ باعث کشته شدن بسیاری از شورش طلبان طالبان و همچنین کشته شدن ۱۹ سرباز ایالات متحده شد.
۱۸ سپتامبرانتخابات پارلمانی افغانستان در سال ۲۰۰۵

## ۲۰۰۶
۱۳ ژانویهحملات هوایی دامادولدا به سوی پاکستان از طرف ایالات متحده آغاز شد.
۱ فوریهکنفرانس بین‌المللی افغانستان دایر شد که چهارچوبی برای همکاری‌ها با افغانستان بود.
۲۹ مارسجنگ لشکرگاه آغاز شد. طالبان یکی از کمپ‌های ناتو را شدیداً مورد حمله قرار دادند.
۱۵ مهعملیات نیروهای ضربت کوهستان اجرا شد. بزرگ‌ترین حمله از آغاز سال ۲۰۰۱.
۱ ژوئیهجنگ پنج‌وایی بین نیروهای کانادایی و طالبان انجام شد.
۲ سپتامبرنیروهای کانادایی، عملیات مدوسا را برگزار کردند.
۱۶ سپتامبرعملیات کوهستانی فوری آغاز شد.

## ۲۰۰۷

دختری که در بمباران حیدرآباد مجروح شده‌است.

۲۷ فوریهبا ورود دیک چنی به خاک افغانستان، بمباران فرودگاه نظامی بگرام توسط طالبان آغاز شد.
۴ مارسغیرنظامیانی توسط نیروهای ایالات متحده در شینوار کشته شدند.
۶ مارسعملیات آشیل در مقابل طالبان در ولایت هلمند برگزار شد.
۱۲ مهملا دادالله کشته شد.
۱۳ مهکشمکش‌های افغانستان و پاکستان آغاز شد.
۱۵ ژوئنجنگ چورا آغاز شد.
۲۸ ژوئنبمباران حیدرآباد آغاز شد. در این بمباران بیش از ۱۳۰ نفر کشته شدند که حدود ۳۵ نفر از آن‌ها از نیروهای طالبان و مابقی افراد بی‌گناه غیرنظامی شامل زنان و کودکان بودند. این حملات در پی حمله طالبان به دو عدد تانک‌های نظامی ایالات متحده انجام شد. بعد از دریافت آتش از سوی نیروهای ناتو، کمک هوایی خواسته شد و در جواب به حمله طالبان، بمباران سنگینی در این منطقه واقع در ولایت هلمند انجام شد. تعداد کشته‌شدگان فرق می‌کرد، عده‌ای ادعا می‌کردند که بیش از ۱۳۰ کشته در این بمباران وجود داشت. رئیس‌جمهور کرزی هیئتی را برای تحقیق این حادثه فراخواند که نتیجه نهایی آن، کشته شدن حداقل ۴۵ زن و کودک در بین ۱۰۰ کشته شده غیرنظامی بود. سخنگوی نیروهای ائتلاف، کریس بلچر اعلام کرد که هدف اصلی آن‌ها نیروهای طالبانی بود که در میان دهکده مخفی شده بودند.
۱۹ ژوئیهگروگانگیری سال ۲۰۰۷ تبعات کره جنوبی آغاز شد.
۱۶ اوتکشتار ننگار خیل به وقوع پیوست. در این کشتار ۸ فرد غیرنظامی افغان به شمول زنان و کودکان کشته شدند و سه نفر دیگر به‌طور بسیار جدی زخمی شدند. این کشتار توسط نیروهای لهستانی هنگامی رخ داد که نیروهای لهستانی بدون هیچ دلیلی به سوی روستایی با نام ننگار خیل شروع به شلیک کردند و باعث مرگ اهالی آن دهکده شدند. هفت نفر از سربازان لهستانی محکوم به جنایات جنگی شده و محاکمه شدند.
۶ نوامبرحمله انتحاری بغلان، خونین‌ترین حادثه انتحاری افغانستان از سال ۲۰۰۱ به وقوع پیوست که باعث کشته شدن بیش از ۹۷ نفر و زخمی شدن ۱۱۰ نفر گردید. تمامی کشته شدگان در این حمله غیرنظامیان به جز تعدادی افراد پلیس و نظامی بود. بر اساس گفته‌های رسانه‌های مختلف بیشتر از ۶۰ تن از کشته شده گان حادثه بغلان را دانش‌آموزان یک مدرسه دولتی که برای پذیرایی و استقبال از اعضای ولسی جرگه به محل آمده بودند، تشکیل می‌دادند. در این حمله سید مصطفی کاظمی رئیس کمسیون اقتصاد ملی پارلمان نیز به همراه چندین تن از یارانش کشته شد. هیچ‌کس مسوؤلیت این حمله را تاکنون به عهده نگرفته‌است اما این حمله از سوی مشرانوجرگه یا شورای بزرگان افغانستان به ISI (سازمان جاسوسی پاکستان) نسبت داده شد. پاکستان در روزهای حمله بغلان در وضعیت حکومت نظامی به سر می‌برد.
۷ دسامبرجنگ موسی‌قلعه، بزرگ‌ترین درگیری در هلمند آغاز گردید.

## ۲۰۰۸

دختری که در بمباران ده‌بالا مجروح شده‌است.

اجساد ۳ نوزاد که در بمباران هوایی عزیزآباد کشته شدند.

۱۴ ژانویهحملات ۲۰۰۸ حمله به هتل سرنا ۶ کشته برجای گذاشت.
۱۷ فوریهبمبگذاری ۲۰۰۸ قندهار باعث کشته شدن بیش از ۱۰۰ نفر گردید و مرگبارترین بمبگذاری تاریخ را در خاک افغانستان ثبت کرد.
۱۰ ژوئنحملات هوایی گوراپری باعث مرگ ۱۱ نفر در پاکستان شد.
۱۳ ژوئنحمله به زندان سرپوسا از سوی طالبان آغاز شد و باعث آزادی بیش از ۱٬۰۰۰ زندانی شد. این حمله بعد از وارد شدن ۲ حمله‌کننده انتحاری به سوی زندان انفجار آن‌ها و پس از آن حمله نظامیان طالبان به زندان و کشتن ۱۵ پلیس انجام شد. ۸ زندانی کشته شدند و از بین ۱٬۰۰۰ زندانی فرارکننده، ۳۹۰ نفر از آن‌ها جزو گروه طالبان بودند. بعد از این حمله، نیروهای کانادایی و بریتانیایی منطقه را امن کرده و به جستجوی فراریان پرداختند.
۶ ژوئیهبمباران در مجلس عروسی ده‌بالا باعث کشته شدن ۴۷ زن و کودک غیرنظامی و بی‌گناه گردید. این کشتار در ننگرهار هنگامی روی داد که زنان و کودکان عروس را از یک دهکده به دهکده‌ای دیگر همراهی می‌کردند و به صورت ناگهانی به سه بمب هوایی از سوی ایالات متحده آمریکا تمامی ۴۷ تن کشته شدند که ۳۹ تن از آن زن و کودک بودند. نیروهای ایالات متحده بعد از این کشتار، آن را کاملاً تکذیب کردند و ابراز نمودند که هیچ غیرنظامی در این حملات کشته نشده. بعد از اعزام تیم بررسی حامد کرزی به منطقه، اعلام شد که ۴۷ نفر به شمول عروس در این حمله کشته شدند.
۷ ژوئیه۵۸ نفر در حملات انتحاری سفارت هند در کابل کشته شدند و بیش از ۱۴۱ نفر زخمی گردید. این حمله را مقامات اطلاعاتی ایالات متحده و هند به پاکستان نسبت دادند.
۱۳ ژوئیهجنگ وانات در ولایت نورستان آغاز شد. طالبان و القاعده به یکی از کمپ‌های ناتو حمله کردند و ۹ سرباز آمریکایی را کشتند. ۲۱ تا ۵۲ نظامی طالب نیز گشته شدند. در این حمله قدرت طالبان ۲۰۰ سرباز و قدرت ناتو ۴۸ سرباز آمریکایی به همراه ۲۴ سرباز افغان بود. فرمانده نیروهای آمریکایی، ستوان اول جاناتان بروستروم در این حملات کشته شد.
۱۹ اوتطالبان ۱۰ سرباز فرانسوی را در حمله دره اوزبین کشتند.
۲۲ اوتحملات هوایی عزیزآباد باعث کشته شدن ۹۰ غیرنظامی شد. این حمله در شیندند ولایت هرات در دهکده عزیزآباد رخ داد. تقریباً تمامی کشته‌شدگان این حمله زنان و بیشتر کودکان بودند که پس از بررسی نهایی کشته‌شدگان ۶۰ کودک و ۱۵ زن گزارش شد. هدف این حملات نابود کردن یکی از فرماندگان طالبان بود.
۲۷ اوتعملیات ایگل سامیت در ولایت هلمند آغاز گردید.
۱ سپتامبرکشمکش‌های ایالات متحده و پاکستان آغاز گردید
۳ سپتامبرحمله انگور آدا آغاز گردید.
۳ نوامبرکشتار در مجلس عروسی ویچ‌باغتو ولایت قندهار به وقوع پیوست. در این حمله ۳۷ نفر غیرنظامی کشته شدند که ۲۳ کودک و ۱۰ زن شامل آن‌ها بود. ۳۵ نفر دیگر به شمول عروس نیز جزو زخمی‌ها بودند. مردم این دهکده بعدها گفتند که بعد از این حمله، نیروهای بین‌المللی ناتو به سوی دهکده هجوم آورده و با وجود تخریب خانه‌ها و کشته‌هایی که از این حمله باقی‌مانده بود، به کسی اجازه خروج از منطقه را ندادند تا هنگامی که کارهای خویش را به اتمام رساندند و از منطقه عکس‌برداری کردند.
۱۹ دسامبرایالات متحده، متعهد شد که ۳٬۰۰۰ نیروی جدید را به افغانستان خواهد فرستاد.

## ۲۰۰۹

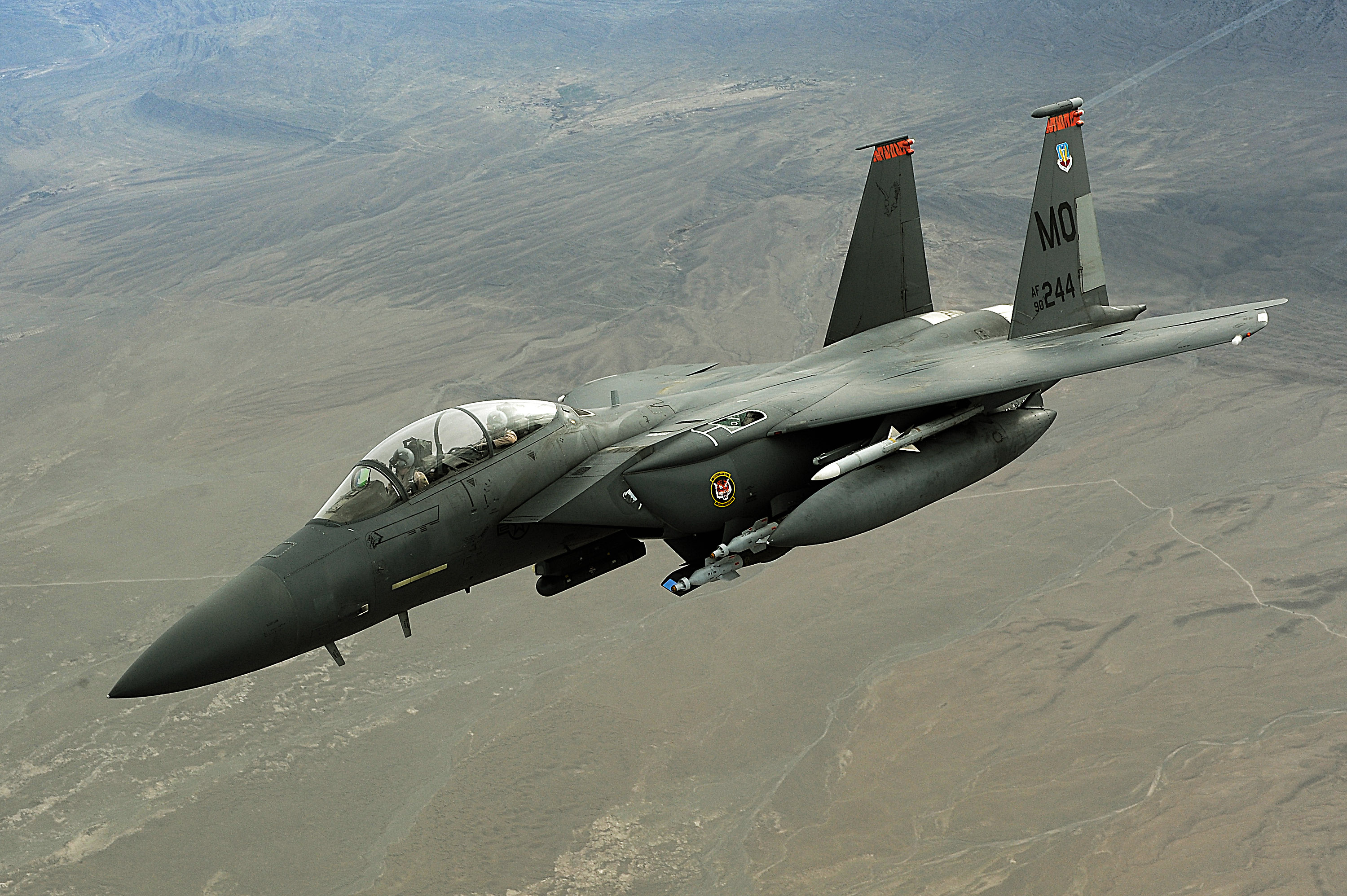
جنگده نظامی اف-۱۵ای آمریکایی، نمونه‌ای از همین جنگنده‌ها در حملات هوایی قندوز استفاده شده‌است.

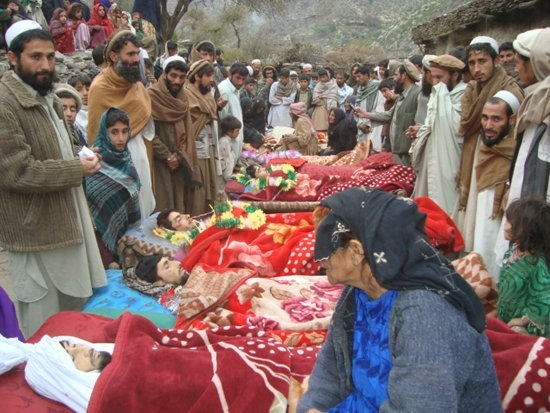
اجساد دانش‌آموزانی که به دست نیروهای ایالات متحده کشته شدند.

۱۱ فوریهحمله فوریه ۲۰۰۹ کابل به وقوع پیوست. این حملات جزو سری حملات طالبان در مقابل دولت افغانستان بود. در طی این حملات مناطقی از شهر به‌طور کامل برای رفت‌وآمد ممنوع شده بودند و ۲۱ کشته همراه با ۵۷ زخمی برجا گذاشت. این حملات یک روز پیش از ورود نیروهای جدید آمریکایی به افغانستان و پاکستان و ورود ریچارد هالبوروک اتفاق افتاد.
۴ مهحملات هوایی گرانای باعث کشته شدن ۱۴۵ نفر غیرنظامی در دهکده گرانای در ولایت فراه گردید. بیشتر کشته‌شدگان در این حمله کودکان و زنان بودند. نیروهای ایالات متحده اعلام کردند که مشکلات فنی زیادی به وجود آمد که باعث مرگ این تعداد از افراد شد. خبرگزاری استرالیا اعلام کرد که این بیشترین تعداد کشته‌شدگان بی‌گناه از سوی نیروهای ناتو در تاریخ جنگ افغانستان بوده‌است. نیروهای افغانستان اعلام کردند که از ۱۴۰ کشته، ۹۲ کودک و ۲۲ زن بی‌گناه بودند. نیروهای آمریکایی در ابتدا این امر را انکار و این تعداد را به ۲۰ تا ۳۰ کشته رجوع می‌دادند.
۲ ژوئیهعملیات خناجر آغاز شد.
۴ سپتامبرحملات هوایی قندوز به تانکرهای حاوی سوخت باعث مرگ ۱۴۲ نفر به شمول ۱۰۰ نفر غیرنظامی شد. این حمله با فرمانی از سوی نیروهای آلمانی توسط جنگنده آمریکایی انجام شد و از جانب بسیاری از کشورها محکوم شد. دولت آلمان اعلام کرد که به هر یک از خانواده‌های کشته‌شدگان، ۵٬۰۰۰ دلار آمریکایی کمک خواهد کرد اما دولت و مردم این پول را قبول نکردند و خواستار محاکمه عاملین آن شدند. حامد کرزی رئیس‌جمهور افغانستان واکنش‌هایی بسیار تند نشان داد و به صورت مستقیم نیروهای آمریکایی را محکوم کرد.
۲۹ دسامبر۱۰ دانش‌آموز افغان توسط نیروهای ویژه ایالات متحده در حمله نارنگ کشته شدند. این حمله هنگامی اتفاق افتاد که نیروهای ویژه از داخل هلیکوپتری که از سوی کابل آمده بود بیرون آمده بودند و در داخل دهکده نارنگ در کنر می‌گشتند. آن‌ها وارد مدرسه‌ای در داخل دهکده شدند و نوجوانان ۱۲ تا ۱۸ ساله را از سه اتاق مجزا از داخل مدرسه‌ای به یک اتاق جمع‌آوری کردند و به دانش‌آموزان دست بند زدند سپس تیراندازی را شروع کردند. آن‌ها بدون هیچ دلیلی کشتار را انجام دادند و سپس بعد از کشتن ۱۰ نوجوان از اجساد آن‌ها عکس گرفته، یکی از نوجوانان را تحت بازجویی قرار دادند و متواری شدند. این ۱۰ نوجوان از صنوف (کلاس‌های) ۹ تا ۱۲ بودند و همگی در همان مدرسه درس می‌خواندند. ناتو در ابتدا هیچ واکنشی نشان نداد اما ۴ روز بعد اعلام کرد که نیروهایش مورد حمله قرار گرفته بودند و فقط تروریست‌ها را کشتند. حامد کرزی خواستار محاکمه این سربازان شد اما ناتو هیچ‌وقت واکنشی نشان نداد.

## ۲۰۱۰

کشته شدن بیش از ۵۲ زن و کودک در ولایت ننگرهار که توسط حملات هوایی نیروهای آمریکایی بدون هیچ دلیلی انجام شده بود در ۲۳ ژوئیه ۲۰۱۰.

۱۲ فوریهحمله ختابه به وقوع پیوست که در طی آن پنج غیرنظامی بی‌گناه شامل دو زن باردار و یک دختر نوجوان در ولایت پکتیکا توسط نیروهای آمریکایی کشته شدند. تمام آن‌ها در حالی که در خانه خود به سر می‌بردند با یورش نیروهای ویژه آمریکایی و تیراندازی مستقیم کشته شدند. این در حالی بود که در همان زمان ده‌ها نفر برای نامگذاری فرزند جدیدی که متولد شد بود در همان دهکده در حال جشن بودند. بعد از وقوع این حادثه، گلوله‌هایی را از بدن اجساد کشیده و زخم‌های آنان پاک کرد تا این حادثه را مخفی کند.
۲۱ فوریهحمله هلیکوپتری اروزگان باعث کشته شدن بیش از ۳۳ غیرنظامی به شمول چهار زن و یک کودک شد. این حمله در نزدیکی مرز دایکندی و اروزگان روی داد که نیروهای آمریکایی با استفاده از هلیکوپترهای نظامی، سه عدد مینی‌بوس حاوی افراد غیرنظامی و بی‌گناه را مورد تهاجم قرار دادند. قربانیان حادثه در در حال مسافرت توسط سه مینی‌بوس بودند که حادثه در روشنی مطلق روز رخ داد. ناتو بعد از بمباران این مینی‌بوس واکنشی نشان نداد اما بعداً اعلام کرد که آن‌ها فکر می‌کردند که این مینی‌بوس‌ها حاوی شورشیان می‌باشد. این حمله با واکنش بسیاری از کشورها و مقامات برجسته روبرو شد. دولت افغانستان در شدیدترین لحن ممکن این حمله را ناجوانمردانه و ناحق یاد کرد و امان‌الله هوتک، استاندار ولایت اروزگان گفت: «ما پوزش آن‌ها و همچنین پول‌هایی که بعد از هر حمله به خانواده قربانیان می‌دهند نمی‌خواهیم. برعکس، به جای اینکار، از آن‌ها می‌خواهیم که همه ما را یکجا بکشند به جای اینکه یکی بعد از دیگری اینکار را کنند.» جنرال مک‌کریستال، نهایت تأثر خود را نسبت به این حمله اعلام کرد و گفت: «من صریحاً به تمام نیروها ابلاغ کرده‌ام که ما برای حفاظت جان افغان‌ها اینجا هستیم، سهواً کشتن یا زخمی ساختن انسان‌های بی‌گناه اعتماد آن‌ها را نسبت به ما خدشه‌دار می‌کند.» او در بیانیه رسماً معذرت خواهی کرده و اعلام کرد: «ما تلاش‌هایمان را برای دوباره پس گرفتن این اعتماد دو برابر خواهیم نمود.»
۲۳ ژوئنجنرال استنلی مک‌کریستال فرمانده نیروهای آیساف بعد از اعلام نکاتی بسیار بحث‌برانگیز در مورد دولت باراک اوباما، از سمت خود استعفا داد.
۲۳ ژوئیهحملات هوایی دهکده سنگین واقع در ولایت ننگرهار باعث کشته شدن بیش از ۵۲ زن و کودک بی‌گناه شد. بیش از ۴۰۰ نفر در خیابان‌های کابل به تظاهرات پرداختند و این حمله را محکوم کردند. حامد کرزی تحت فشار مردم، مأمورانی را برای تحقیق بیشتر به صحنه فرستاد که جزئیات این حمله را بررسی کنند. مطابق به بررسی‌های آنها، تمام کشته شدگان زنان و کودکان بودند. نیروهای ناتو و آیساف به وقوع پیوستن این حملات را تا هفته‌ها انکار می‌کردند و بعدها طی بیانیه تاسف خود را اعلام کردند.
۲۵ ژوئیهویکی‌لیکس، بیش از ۹۰٬۰۰۰ اسرار فاش شده جنگ افغانستان را افشا نمود. این اسناد، رازهای بسیار زیادی را در مورد جنگ افغانستان، دلیل افزایش طالبان، کشته شدن بسیار زیادی از غیرنظامیان و نقش اساسی ایران و پاکستان در شورش‌ها افشا می‌کرد. برای مثال نقش عمده سرویس جاسوسی پاکستان (ISI) و کمکهای بی‌شمار ایران برای تقویت طالبان با استفاده از پول و تربیت نیروهای ضد-ناتو در جنگ افغانستان، و همچنین دست داشتن کره شمالی در تقویت طالبان و فروش اسلحه‌های کنترل از راه دور به آنها، مواردی از این افشاگری‌ها بودند.

## پیوندهایی به ویکی‌پدیای انگلیسی
- ۲۰۰۶: مأموریت‌های جنگی نیروهای متحدین در افغانستان در سال ۲۰۰۶
- ۲۰۰۷: مأموریت‌های جنگی نیروهای متحدین در افغانستان در سال ۲۰۰۷
- ۲۰۰۸: مأموریت‌های جنگی نیروهای متحدین در افغانستان در سال ۲۰۰۸